# Eileen Joyce
Eileen Alannah Joyce, née le 1er janvier 1908 et décédée le 25 mars 1991 à Redhill (Surrey), était une pianiste australienne.

## Biographie
Élève de Tobias Matthay (1858–1945) à la Royal Academy of Music et de Robert Teichmüller à Leipzig.